# Tikaram
Tikaram ist ein englischer Familienname indischer Herkunft.

## Namensträger
- Ramon Tikaram (* 1967), britischer Schauspieler
- Tanita Tikaram (* 1969), britische Sängerin und Songwriterin